# Janez Novak (policijski vikar)
Janez (Janko) Novak, slovenski rimskokatoliški duhovnik, prvi slovenski policijski vikar, * 12. februar 1961, Ljubljana † 18. avgust 2017. Mašniško posvečenje je prejel 29. junija 1987 v Ljubljani.

## Življenje in delo
- 1987 - 1990, kaplan v Kranju
- 1990 - 1992, kaplan v Starem Trgu pri Ložu
- 1992 - 2005, župnik v Trebelnem
- 2005 - 2017, policijski vikar. Duhovni pomočnik v župnijah Ljubljana Fužine, Brezovica in Podlipa.

## Galerija
- Mašo v Bohinju je vodil upokojeni beograjski nadškof Franc Perko.
- Mašo v Bohinju je vodil upokojeni beograjski nadškof Franc Perko.
- Mašo v Bohinju je vodil nadškof in metropolit Alojz  Uran.
- Mašo je vodil stiški opat Janez Novak.
- 6. sveta maša za policiste Srednja vas v Bohinju, 2010.
- 8. sveta maša za policiste. Srednja vas v Bohinju.  Mašo vodi Izidor Pečovnik Dori, vodja slovenske katoliške misije Berlin.
- 9. sveta maša za policiste Srednja vas v Bohinju 2013. mašo vodi Ivan Štuhec. Pred cerkvijo ob grobu pokojnega policista Staneta Platiša.
- 10. sveta maša za policiste Srednja vas v Bohinju 2014. (iz leve proti desni) Janez Novak župnik in policijski vikar, Robert Mencin komandir policijske postaje Bled, Jože Plut vojaški vikar, polkovnik.
- 10. sveta maša za policiste Srednja vas v Bohinju 2014 (od leve proti desni)  Aleš Rozman vodja policijskega okoliša Bohinj, Stanislav Veniger, generalni direktor policije in Janez Novak župnik in policijski vikar.
- 11. sveta maša za policiste Srednja vas v Bohinju, 2015.
- 12. sveta maša za policiste Srednja vas v Bohinju, 2016.
- 12. sveta maša za policiste, Srednja vas v Bohinju, 2016. Mašo vodi msgr. Stanislav Zore, (desno sta), Janez Novak župnik in policijski vikar, Borut Pahor predsednik države Slovenije.
- Janez Novak župnik in policijski vikar. Mednarodno romanje vojakov in policistov v Lurd, Francija, maj 2007.
- Mednarodno romanje vojakov in policistov v Lurd, Francija, maj 2007. Skupinski posnetek.
- Mednarodno romanje vojakov in policistov v Lurd, Francija, maj 2007.
- Stanislav Zore, nadškof.
- Simon Velički, namestnik generalnega direktorja policije.
- Sprevod.
- Sprevod.
- Grob
- Sprevod.
- Polaganje v grob.
- Simon Velički, namestnik generalnega direktorja policije.
- Tatjana Bobnar, namestnica generalnega direktorja policije.
- Marjan Fank, generalni direktor policije.
- Grob.